# 孫文詒
孫文詒（?—?），江蘇省松江府上海縣人，清朝政治人物、同進士出身。
光緒二十年（1894年），参加光緒甲午科殿試，登進士三甲35名。同年五月，著交吏部掣签分发各省，以知县即用。1911年10月，武昌起義後，浙江省革命軍響應獨立，孫文詒時任浙江鎭海縣知縣，即避往上海租界，寧波軍政分府以孫挾帶公款逃走，派員到上海追緝。